# البرتو راموس
البرتو راموس (انگلیسی: Alberto Ramos; ۲۵ مارس ۱۹۰۹ – ۱۷ مارس ۱۹۶۷) چوگان‌باز، و سیاستمدار اهل مکزیک بود.